# San Bartolo, Huehuetoca
San Bartolo är en ort i Mexiko, tillhörande Huehuetoca kommun i delstaten Mexiko i den centrala delen av landet. San Bartolo ligger strax nordost om kommunens huvudort Huehuetoca. Orten tillhör Mexico Citys storstadsområde och hade 7 951 invånare vid folkmätningen 2010.